# Crimmitschau
Crimmitschau è una città di 18 567 abitanti della Sassonia, in Germania.

Appartiene al circondario di Zwickau.
Crimmitschau si fregia del titolo di "Grande città circondariale" (Große Kreisstadt).
A Crimmitschau corre il fiume Pleiße.